# Блейк (бронепалубен крайцер)
Вижте пояснителната страница за други значения на Блейк.
„Блейк“ (на английски: HMS Blake) е британски бронепалубен крайцер от 1-ви ранг, главен кораб на едноименния тип. Числи се в списъка на Кралския флот от 1889 до 1922 г. Кръстен е в чест на адмирал Робърт Блейк, отличил се в годините на Английската революция.
Корабът е спуснат на вода на 23 ноември 1889 г. в кралската корабостроителница в Чатъм, а построяването му е завършено на 2 февруари 1892 г.

## История на службата
От 1892 до 1895 г. е флагмански кораб на Северноамериканската и Западноиндийска станция, след което е преведен във Флота на Канала.
През 1907 г. е преправен на плаваща база за снабдяване на разрушители. Въоръжението му е намалено до четири 152 мм и две 102 мм оръдия. По време на Първата световна война е плаваща база на 11-а флотилия разрушители на Големия флот. Продаден за скрап на 9 юни 1922 г.